# جورج دبليو. هيدلي
جورج دبليو. هيدلي (بالإنجليزية: George W. Headley)‏ هو فنان أمريكي، ولد في 8 يناير 1908 في لينشبرغ في الولايات المتحدة، وتوفي في 7 فبراير 1985 في ليكسينغتون في الولايات المتحدة.